# Решель (гмина)
Решель (пол. Reszel) — городско-сельская гмина (волость) в Польше, входит как административная единица в Кентшинский повет, Варминьско-Мазурское воеводство. Население — 8482 человека (на 2004 год).

## Население
| Перепись                       | Всего   | Всего | Женщины | Женщины | Мужчины | Мужчины |
| ------------------------------ | ------- | ----- | ------- | ------- | ------- | ------- |
| Единицы                        | человек | %     | человек | %       | человек | %       |
| Население                      | 8482    | 100   | 4384    | 51,7    | 4098    | 48,3    |
| Плотность населения (чел./км²) | 47,5    | 47,5  | 24,5    | 24,5    | 22,9    | 22,9    |

## Сельские округа
1. Безлавки
2. Дембник
3. Клевно
4. Легины
5. Ленжаны
6. Мнихово
7. Пецково
8. Пилец
9. Пленово
10. Рамты
11. Робавы
12. Семки
13. Свента-Липка
14. Тольники-Мале
15. Видрыны
16. Воля
17. Ворплавки
18. Завиды

## Поселения
1. Бертыны
2. Безлавецки-Двур
3. Бель
4. Чарновец
5. Гродзки-Млын
6. Гжибово
7. Кемпа-Тольницка
8. Коцибуж
9. Липова-Гура
10. Лабендзево
11. Мала-Бертынувка
12. Мойково
13. Неводница
14. Пастежево
15. Пудвонги
16. Рамты
17. Робавы
18. Станево
19. Стомплавки
20. Спигель
21. Спиглювка
22. Вангуты
23. Вулька-Пилецка
24. Вулька-Рыньска

## Достопримечательности
В округе Ленжаны археологами обнаружены десятки погребений по обряду кремации эпохи Великого переселения народов (IV—V века н. э.).

## Соседние гмины
1. Гмина Биштынек
2. Гмина Кентшин
3. Гмина Кольно
4. Гмина Корше
5. Мронгово
6. Гмина Сорквиты